# Élections municipales de 2001 dans la Capitale-Nationale
Les élections municipales québécoises de 2001 se déroulent le 4 novembre 2001. Elles permettent d'élire les maires et les conseillers de chacune des municipalités locales du Québec, ainsi que les préfets de quelques municipalités régionales de comté.

## Capitale-Nationale

### Château-Richer
| Poste/District             | Élu               | Type d'élection |
| -------------------------- | ----------------- | --------------- |
| Maire                      | Jean-Guy Cloutier | Sans opposition |
| Taux de participation: n/a |                   |                 |

### L'Ange-Gardien
| Poste/District              | Élu               | Type d'élection |
| --------------------------- | ----------------- | --------------- |
| Maire                       | Pierre Lefrançois | Scrutin         |
| Taux de participation: 63 % |                   |                 |

### Lac-Sergent
| Poste/District             | Élu          | Type d'élection |
| -------------------------- | ------------ | --------------- |
| Maire                      | Guy Beaudoin | Sans opposition |
| Taux de participation: n/a |              |                 |

### Les Éboulements
| Poste/District             | Élu               | Type d'élection |
| -------------------------- | ----------------- | --------------- |
| Maire                      | Antoine Deschênes | Scrutin         |
| Taux de participation: n/d |                   |                 |

### Notre-Dame-des-Monts
| Poste/District             | Élu                | Type d'élection |
| -------------------------- | ------------------ | --------------- |
| Maire                      | Jean-Claude Simard | Sans opposition |
| Taux de participation: n/a |                    |                 |

### Québec
| Poste/District              | Élu                | Type d'élection |
| --------------------------- | ------------------ | --------------- |
| Maire                       | Jean-Paul L'Allier | Scrutin         |
| Taux de participation: 60 % |                    |                 |

### Saint-Ferréol-les-Neiges
| Poste/District             | Élu              | Type d'élection |
| -------------------------- | ---------------- | --------------- |
| Maire                      | Germain Tremblay | Sans opposition |
| Taux de participation: n/a |                  |                 |

### Saint-François
| Poste/District             | Élu         | Type d'élection |
| -------------------------- | ----------- | --------------- |
| Maire                      | Yoland Dion | Sans opposition |
| Taux de participation: n/a |             |                 |

### Saint-Gabriel-de-Valcartier
| Poste/District             | Élu              | Type d'élection |
| -------------------------- | ---------------- | --------------- |
| Maire                      | Brent Montgomery | Sans opposition |
| Taux de participation: n/a |                  |                 |

### Saint-Gilbert
| Poste/District             | Élu        | Type d'élection |
| -------------------------- | ---------- | --------------- |
| Maire                      | Luc Gignac | Sans opposition |
| Taux de participation: n/a |            |                 |

### Saint-Hilarion
| Poste/District              | Élu            | Type d'élection |
| --------------------------- | -------------- | --------------- |
| Maire                       | Rosaire Lavoie | Scrutin         |
| Taux de participation: 71 % |                |                 |

### Saint-Irénée
| Poste/District             | Élu               | Type d'élection |
| -------------------------- | ----------------- | --------------- |
| Maire                      | Pierre Boudreault | Sans opposition |
| Taux de participation: n/a |                   |                 |

### Saint-Jean
| Poste/District              | Élu                 | Type d'élection |
| --------------------------- | ------------------- | --------------- |
| Maire                       | Jean-Claude Pouliot | Scrutin         |
| Taux de participation: 61 % |                     |                 |

### Saint-Joachim
| Poste/District             | Élu           | Type d'élection |
| -------------------------- | ------------- | --------------- |
| Maire                      | Gaston Gagnon | Sans opposition |
| Taux de participation: n/a |               |                 |

### Saint-Laurent-de-l'Île-d'Orléans
| Poste/District              | Élu           | Type d'élection |
| --------------------------- | ------------- | --------------- |
| Maire                       | Yves Coulombe | Scrutin         |
| Taux de participation: 55 % |               |                 |

### Saint-Marc-des-Carrières
| Poste/District              | Élu          | Type d'élection |
| --------------------------- | ------------ | --------------- |
| Maire                       | Michel Matte | Scrutin         |
| Taux de participation: 66 % |              |                 |

### Saint-Siméon
| Poste/District             | Élu            | Type d'élection |
| -------------------------- | -------------- | --------------- |
| Maire                      | Pierre Asselin | Sans opposition |
| Taux de participation: n/a |                |                 |

### Saint-Thuribe
| Poste/District             | Élu            | Type d'élection |
| -------------------------- | -------------- | --------------- |
| Maire                      | Marcel Tessier | Sans opposition |
| Taux de participation: n/a |                |                 |

### Saint-Urbain
| Poste/District              | Élu            | Type d'élection |
| --------------------------- | -------------- | --------------- |
| Maire                       | Simon Bouchard | Scrutin         |
| Taux de participation: 79 % |                |                 |

### Sainte-Anne-de-Beaupré
| Poste/District              | Élu                | Type d'élection |
| --------------------------- | ------------------ | --------------- |
| Maire                       | Huguette Chevalier | Scrutin         |
| Taux de participation: 59 % |                    |                 |

### Sainte-Brigitte-de-Laval
| Poste/District             | Élu           | Type d'élection |
| -------------------------- | ------------- | --------------- |
| Maire                      | Pierre Vallée | Sans opposition |
| Taux de participation: n/a |               |                 |

### Sainte-Catherine-de-la-Jacques-Cartier
| Poste/District             | Élu              | Type d'élection |
| -------------------------- | ---------------- | --------------- |
| Maire                      | Jacques Marcotte | Sans opposition |
| Taux de participation: n/a |                  |                 |

### Sainte-Christine-d'Auvergne
| Poste/District              | Élu               | Type d'élection |
| --------------------------- | ----------------- | --------------- |
| Maire                       | Raymond Francoeur | Scrutin         |
| Taux de participation: 57 % |                   |                 |

### Sainte-Famille
| Poste/District              | Élu                  | Type d'élection |
| --------------------------- | -------------------- | --------------- |
| Maire                       | Jean-Pierre Turcotte | Scrutin         |
| Taux de participation: 79 % |                      |                 |

### Sainte-Pétronille
| Poste/District             | Élu           | Type d'élection |
| -------------------------- | ------------- | --------------- |
| Maire                      | Jacques Grisé | Sans opposition |
| Taux de participation: n/a |               |                 |

### Shannon
| Poste/District             | Élu         | Type d'élection |
| -------------------------- | ----------- | --------------- |
| Maire                      | Clive Kiley | Sans opposition |
| Taux de participation: n/a |             |                 |